# Араби (Луизијана)
Араби (енгл. Arabi) насељено је место без административног статуса у америчкој савезној држави Луизијана.

## Демографија
По попису из 2010. године број становника је 3.635, што је 4.458 (-55,1%) становника мање него 2000. године.
| Група             | 2000.         | 2010.         |
| Белци             | 7.447 (92,0%) | 2.709 (74,5%) |
| Афроамериканци    | 72 (0,9%)     | 362 (10,0%)   |
| Азијати           | 66 (0,8%)     | 47 (1,3%)     |
| Хиспаноамериканци | 413 (5,1%)    | 368 (10,1%)   |
| Укупно            | 8.093         | 3.635         |